# Горне Младониці
Горне Младониці (словац. Horné Mladonice) — село в окрузі Крупіна Банськобистрицького Словаччини. Площа села 11,83 км². Станом на 31 грудня 2017 року в селі проживало 172 жителі. Протікає річка Ялшовік.

## Історія
Перші згадки про село датуються 1279 роком.

## Населення
| Рік:            | 1994. | 2004.    | 2014.   | 2024.    |
| --------------- | ----- | -------- | ------- | -------- |
| Кількість осіб: | 199   | 170      | 172     | 190      |
| Різниця:        |       | -14,57 % | +1,17 % | +10,46 % |

| Рік:            | 2023. | 2024.   |
| --------------- | ----- | ------- |
| Кількість осіб: | 187   | 190     |
| Різниця:        |       | +1,60 % |